# Caleruega
Caleruega là một đô thị trong tỉnh Burgos, Castile và León, Tây Ban Nha.